# Maria José Ritta

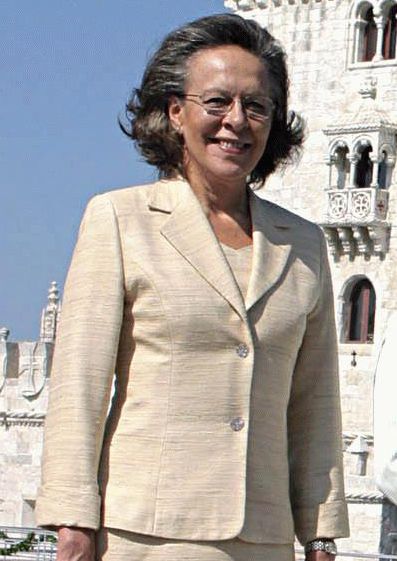
Maria José Ritta, 2003

Maria José Rodrigues Ritta (* 19. Dezember 1941 in Lissabon) war als Ehefrau des Politikers Jorge Sampaio von März 1996 bis März 2006 Primeira-dama von Portugal.

## Werdegang
Maria José Ritta kam als Tochter von José António Ritta und der Maria José Rodrigues Xavier in Lissabon zur Welt und wuchs in Vila Real de Santo António auf, woher ihre Eltern stammten. Im April 1974 heiratete sie, nach dessen Scheidung von seiner ersten Frau, den Anwalt Jorge Sampaio. Aus der Ehe gingen zwei Kinder hervor.
Sie war von 1967 bis 1996 bei der Fluggesellschaft TAP angestellt, wo sie ab 1969 in leitender Stellung stand. Mit der Wahl ihres Mannes zum Staatspräsidenten ließ sie ihre berufliche Tätigkeit ruhen.

## Ehrungen
- 1998: Orden de Isabel la Católica
- 2000: Großkreuz des Ordens Karls III.
- 2000: Großkreuz des Leopoldsordens
- 2000: Großkreuz des Sterns von Rumänien
- 2002: Großes Goldenes Ehrenzeichen am Bande für Verdienste um die Republik Österreich
- 2003: Orden des Marienland-Kreuzes I. Klasse
- 2003: Großkreuz des Ordens des Litauischen Großfürsten Gediminas
- 2003: Großkreuz des Finnischen Ordens der Weißen Rose
- 8. Mai 2003: Großkreuz des Verdienstordens der Bundesrepublik Deutschland
- 2004: Großkreuz des norwegischen Verdienstordens
- 2004: Großkreuz des Verdienstordens der Republik Polen
- 2006: Orden des weißen Sterns I. Klasse
- 2010: Großkreuz des Militär- und Zivildienst-Ordens Adolphs von Nassau